# 竹内春海
竹内 春海 （たけうち はるみ、1917年3月28日 - 2005年8月20日）は、日本の外交官。外務省アメリカ局長や、儀典長、駐イタリア特命全権大使などを歴任した。

## 人物
東京商科大学（現一橋大学）在学中、文官高等試験に合格し、1938年外務省に入省。米国留学、1940年アムハースト大学卒、1941年ハーバード大学大学院修了。
大日本帝国陸軍少尉、1947年内閣総理大臣秘書官、1949年調査局第二課長、米国在勤、1953年アジア第二課長、1954年欧米第一課長、1958年カルカッタ総領事、1959年在ドイツ連邦日本国大使館参事官、1961年アメリカ局外務参事官を経て、1963年アメリカ局長。1965年駐フィリピン特命全権大使。1967年駐ニュージーランド特命全権大使。1969年から儀典長を務め、昭和天皇訪米構想や、訪欧構想の実現に向け宮内庁との協議などにあたった。